# دانشگاه فنی معدن فرایبرگ

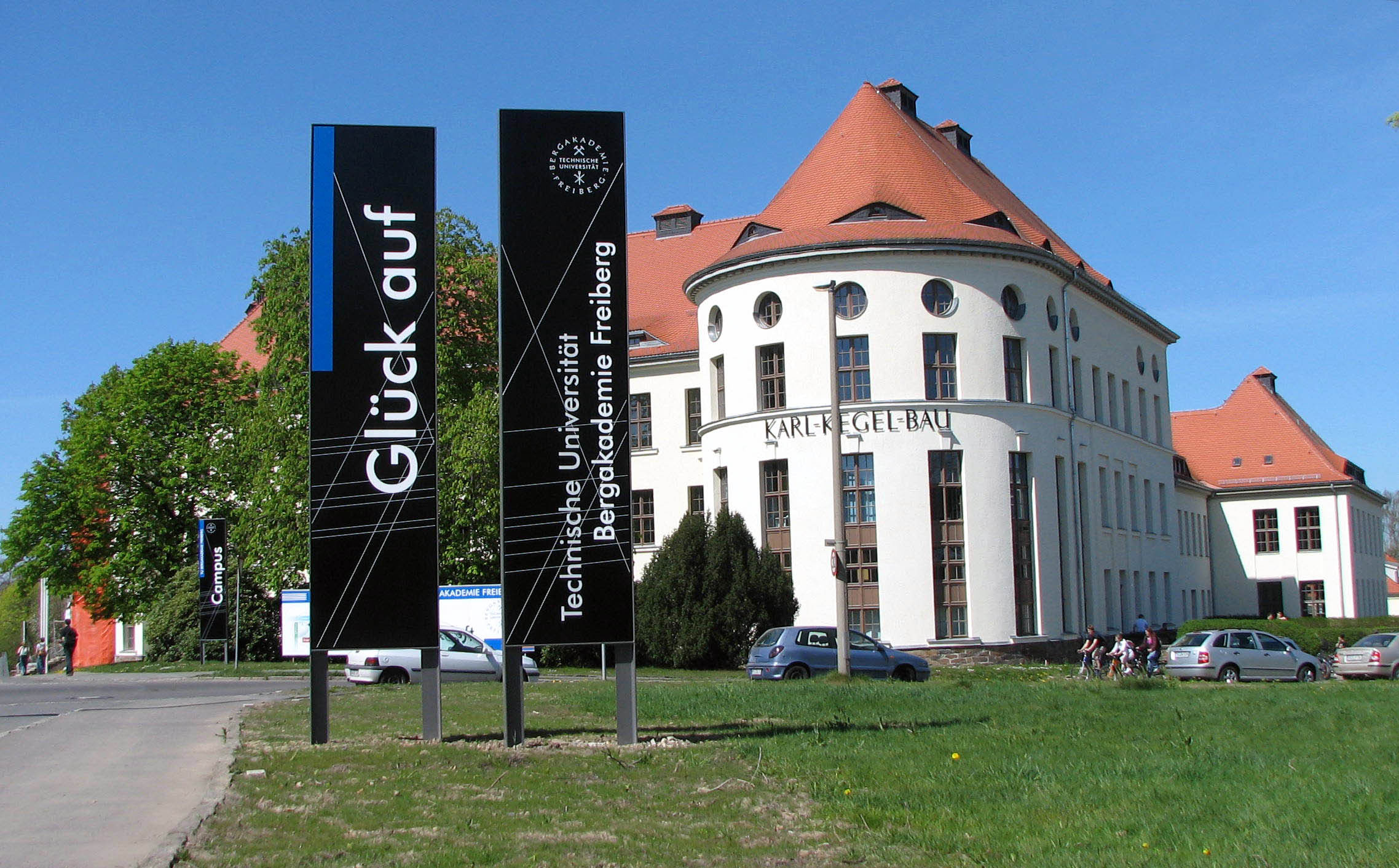
پردیس دانشگاه، ۲۰۰۷ میلادی

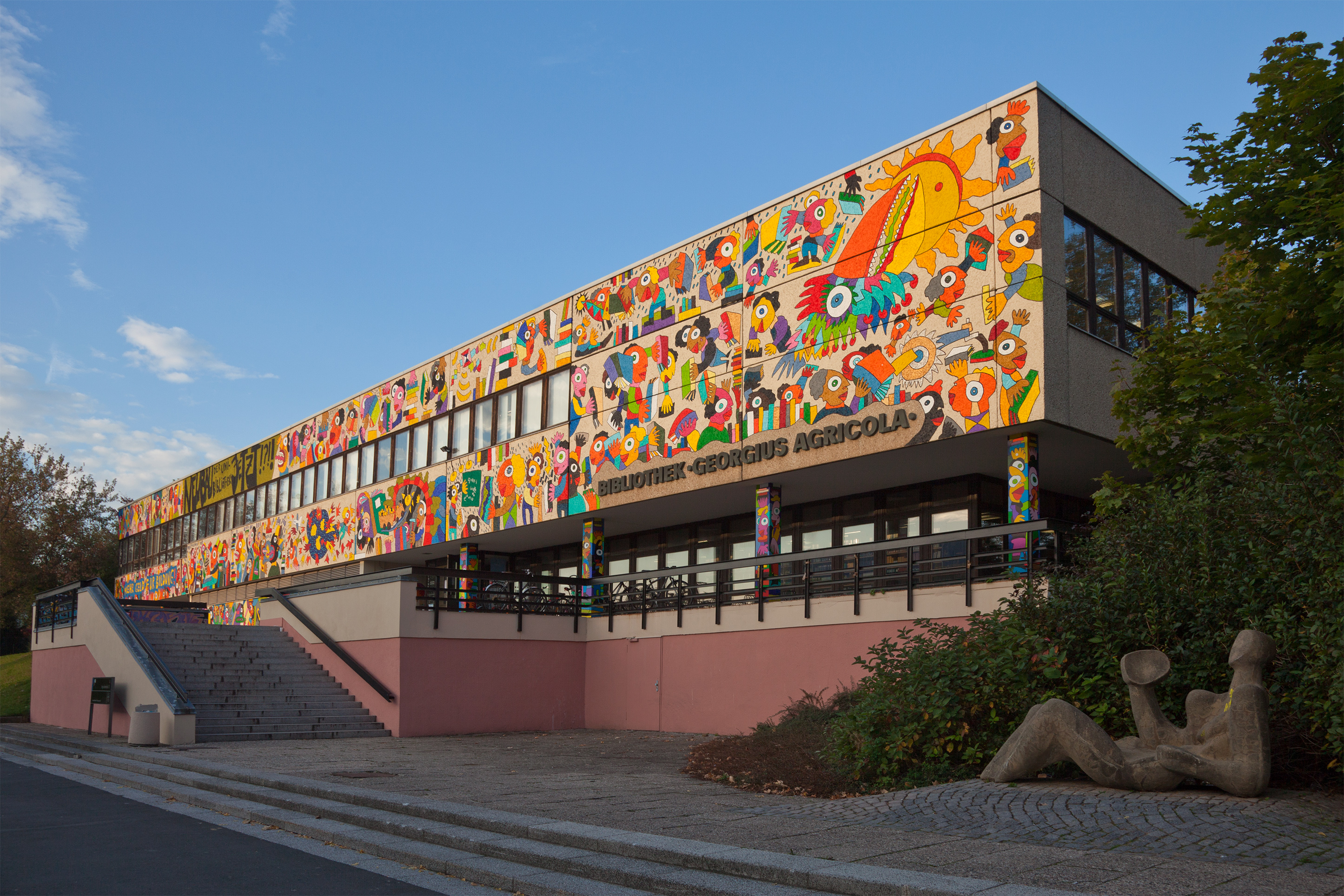
کتابخانهٔ مرکزی دانشگاه

دانشگاه فنی معدن فرایبرگ (آلمانی: Technische Universität Bergakademie Freiberg) یک دانشگاه فنی در فرایبرگ، در ایالت زاکسن در شرق آلمان با حدود ۵۰۰۰ دانشجو است. این دانشگاه در ۱۷۶۵ میلادی بنیان‌گذاری شده است. دو عنصر شیمیایی ایندیم (۱۸۶۳) و ژرمانیم (۱۸۸۶) به‌وسیلهٔ دانشمندان این دانشگاه کشف شده‌اند. تمام مقاطع تحصیلی این دانشگاه از کارشناسی تا دکترا رایگان بوده و دانشجویان در آغاز هر ترم تنها ۸۴ یورو شهریه می‌پردازند.

## دانشکده‌ها
دانشگاه دارای شش دانشکده است:
- ریاضیات و دانش رایانه
- شیمی، زیست‌شناسی، و فیزیک
- زمین‌شناسی، مهندسی زمین، و معدن
- مهندسی مکانیک
- دانش مواد
- اقتصاد